# Węzeł potrójny Azorów

Płyty tektoniczne

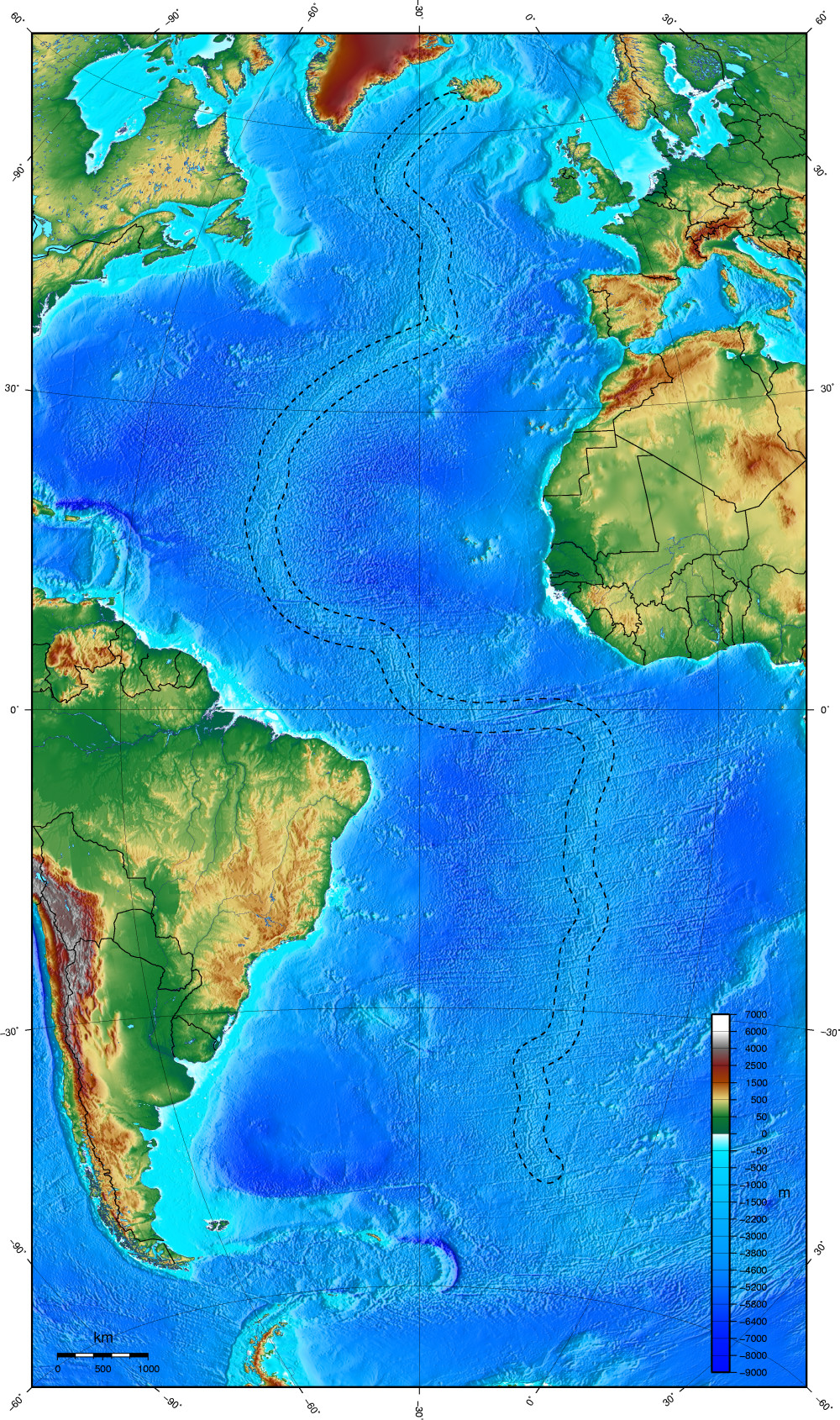
Ocean Atlantycki

Węzeł potrójny Azorów – węzeł potrójny płyt tektonicznych, znajdujący się na środkowym Atlantyku, na Grzbiecie Śródatlantyckim. W węźle tym od Grzbietu Śródatlantyckiego odchodzi na wschód Ryft Terceira.
W węźle potrójnym Azorów stykają się płyta północnoamerykańska, eurazjatycka i afrykańska.